# Gudalur (Coimbatore)
Gudalur è una suddivisione dell'India, classificata come town panchayat, di 22.321 abitanti, situata nel distretto di Coimbatore, nello stato federato del Tamil Nadu. In base al numero di abitanti la città rientra nella classe III (da 20.000 a 49.999 persone).

## Geografia fisica
La città è situata a 11° 09' 10 N e 76° 55' 35 E.

## Società

### Evoluzione demografica
Al censimento del 2001 la popolazione di Gudalur assommava a 22.321 persone, delle quali 11.483 maschi e 10.838 femmine. I bambini di età inferiore o uguale ai sei anni assommavano a 2.172, dei quali 1.170 maschi e 1.002 femmine. Infine, coloro che erano in grado di saper almeno leggere e scrivere erano 16.419, dei quali 9.158 maschi e 7.261 femmine.